# Mia Slavenska
Mia Slavenska, née Mia Čorak le 20 février 1916 à Slavonski Brod et morte le 5 octobre 2002 à Los Angeles, est une ballerine américaine d'origine croate. Formée au Slavenska Ballette Variante et au Theatre Ballette, elle devient en 1954 première danseuse au Metropolitan Opera Ballet. 

## Biographie

### Vie personnelle
Mia Slavenska naît dans ce qui était Brod na Savi en Autriche-Hongrie (aujourd'hui en Croatie). Né sous le nom de Mia Čorak, elle change de nom peu après avoir quitté définitivement le pays en 1937. Elle épouse Kurt Neumann, un acteur né en Autriche, en 1946. Ils ont une fille, Maria.

### Carrière de ballet
Danseuse depuis l'âge de quatre ans, elle étudie à Zagreb sous la direction de Joséphine Weiss et fait ses débuts dans le ballet Licitarsko srce en 1924, à ce qui est aujourd'hui le Théâtre National croate. Elle devient la première ballerine de l'Opéra de Zagreb à l'âge de 17 ans. Aux Olympiades de danse de Berlin en 1936, qui coïncident avec les Jeux Olympiques, elle remporte le prix de chorégraphie et de danse. Elle quitte Zagreb pour Vienne, où elle danse sous la direction de L. Dubois, G. Krauss et L. von Weiden ; et à Paris, sous la direction de Lioubov Iegorova, Mathilde Kschessinska et Olga Preobrajenska.
Pendant de nombreuses années, elle est la ballerine principale du célèbre Ballet Russe de Monte-Carlo et avec qui elle déménage aux États-Unis au début de la seconde Guerre Mondiale. En France, elle commencé à travailler dans le cinéma. Après avoir joué dans le film La Mort du cygne (1937) de Jean Benoit-Levy et en avoir fait la promotion aux États-Unis, elle y reste comme professeure et danseuse. Elle obtient la citoyenneté américaine en 1947.
Sa propre compagnie, Ballet Variante, est fondée en 1944 à Hollywood. Ses plus grands rôles, elle les accomplis avec la compagnie de ballet Slavenska Franklin qu'elle a fonde avec Frédéric Franklin en 1950. L'un de ses rôles les plus appréciés est celui de Blanche DuBois dans la chorégraphie moderne de Valerie Bettis Un Tramway Nommé Désir, créé au Her Majesty's Theatre à Montréal en 1952.
Elle devient la première ballerine du Metropolitan Opera de New York en 1954-1955. Elle ouvre un studio de ballet à New York en 1960, puis enseigne à l'Université de Californie, Los Angeles (UCLA) de 1969 à 1983 et, simultanément, à la California Institute of the Arts (CalArts) de 1970 à 1983.